# Valeur absolue ultramétrique
Une valeur absolue ultramétrique est une application d'un corps K dans l'ensemble ℝ+ des nombres réels positifs vérifiant les trois propriétés suivantes :
- {\displaystyle |x|=0_{\mathbb {R} }\iff x=0_{K}} (axiome de séparation) ;
- {\displaystyle |xy|=|x||y|} (morphisme de groupes multiplicatifs de K* dans ℝ+*) ;
- {\displaystyle |x+y|\leq \max(|x|,|y|)} (inégalité ultramétrique)

quels que soient les éléments {\displaystyle x} et {\displaystyle y} de K.

## Exemples

### Valeur absolue triviale
La valeur absolue triviale sur K associe à 0 la valeur 0, et à tout autre élément de K la valeur 1.
C'est la valeur absolue ultramétrique associée à la valuation triviale sur K.

### Valeur absolue p-adique
Soit un nombre premier arbitraire {\displaystyle p}. On peut écrire de façon unique n'importe quel nombre rationnel {\displaystyle r} sous la forme :
{\displaystyle r=p^{k}{\frac {a}{b}}} où {\displaystyle k\in \mathbb {Z} } et où {\displaystyle a} et {\displaystyle b} sont premiers entre eux et premiers avec {\displaystyle p}.
On définit alors l'application associant à un nombre rationnel {\displaystyle r} la valeur {\displaystyle |r|_{p}=p^{-k}}. Par exemple,{\displaystyle \left|{\frac {21}{4}}\right|_{2}=4,~\left|{\frac {15}{7}}\right|_{2}=1{\text{ et }}\left|{\frac {60}{11}}\right|_{2}={\frac {1}{4}}.}
Cette application est une valeur absolue ultramétrique sur le corps {\displaystyle \mathbb {Q} }, associée à la valuation p-adique.

## Liens avec les notions voisines
- Une telle application est un cas particulier de valeur absolue sur un corps.
- L'application d : (x, y) ↦ |y – x| est par conséquent une distance sur K, la symétrie étant due au fait que {\displaystyle |-x|=|x|} pour tout élément {\displaystyle x} de K.
- Cette distance est ultramétrique.
- Une application est une valeur absolue ultramétrique si et seulement si c'est une valeur absolue associée à une valuation à valeurs réelles[2].

## Propriétés
- Notons {\displaystyle e} désigne l'élément neutre pour la multiplication de K.

{\displaystyle |e|=|-e|=1}

{\displaystyle |-x|=|x|} pour tout élément {\displaystyle x} de K.
- Pour tout couple (a, b) d'éléments du corps K,

{\displaystyle |a|\neq |b|\Rightarrow |a+b|=\max(|a|,|b|)}.